# Шумейко Микола Миколайович
Мико́ла Микола́йович Шуме́йко (15 червня 1984 — 29 серпня 2014) — солдат 93-ї окремої механізованої бригади Збройних сил України, учасник російсько-української війни.

## Короткий життєпис
Народився 1984 року в смт Куйбишеве (Запорізька область). Батьки розлучилися, коли Микола ще був маленьким, за рішенням суду проживав із батьком. Закінчив куйбишевську ЗОШ (нині ЗОШ «Інтелект»), ПТУ № 56, протягом 2002—2004 років пройшов строкову службу у прикордонних військах. Після демобілізації працював будівельником.
19 березня 2014-го мобілізований, водій Куйбишевсько-Розівського ОРВК, згодом — гранатометник-заряджаючий, 93-тя механізована бригада.
Загинув під час прориву з «Іловайського котла». Востаннє виходив на зв'язок 28 серпня. Колона потрапила під обстріл під час відходу з села Червоносільське в напрямку села Новокатеринівка (Старобешівський район).
2 вересня 2014 року тіло Шумейка разом з тілами 87 інших загиблих у т. зв. Іловайському котлі було привезено до запорізького моргу. Тимчасово похований на цвинтарі Запоріжжя, як невпізнаний Герой. У лютому 2015 року ідентифікований серед похованих під Запоріжжям невідомих Героїв.
1 березня 2015 року воїна перепоховали всім селищем у рідній землі.
Залишились батьки Микола Іванович й Любов Федорівна, та дві сестри — Олена й Лілія.

## Нагороди та вшанування
За особисту мужність і героїзм, виявлені у захисті державного суверенітету та територіальної цілісності України, вірність військовій присязі під час російсько-української війни, відзначений — нагороджений
- 25 листопада 2015 року — орденом «За мужність» III ступеня (посмертно)[2]
- Почесний громадянин селища Куйбишевого (посмертно)[3]
- На будівлях Більмацького професійного ліцею та Більмацької ЗОШ встановлено меморіальні дошки[4]
- Його портрет розміщений на меморіалі «Стіна пам'яті полеглих за Україну» у Києві: секція 3, ряд 9, місце 37
- Вшановується 29 серпня на щоденному ранковому церемоніалі вшанування українських захисників, які загинули цього дня у різні роки внаслідок російської збройної агресії[5]
- орден «За заслуги перед Запорізьким краєм» III ступеня (2017; посмертно)
- в Кам'янці існує вулиця Миколи Шумейка.[6]